# Ectropotheciella decrescens
Ectropotheciella decrescens là một loài Rêu trong họ Hypnaceae. Loài này được (Sande Lac.) M. Fleisch. mô tả khoa học đầu tiên năm 1923.